# Le Moustoir
Le Moustoir (bretonisch Ar Vouster) ist eine französische Gemeinde mit 659 Einwohnern (Stand: 1. Januar 2022) im Département Côtes-d’Armor in der Region Bretagne. Sie gehört zum Arrondissement Guingamp und zum Kanton Rostrenen. Zudem ist der Ort Mitglied des 1993 gegründeten Gemeindeverbands Poher Communauté. Die Einwohner werden Moustoiriens/Moustoiriennes genannt.

## Geographie
Le Moustoir liegt etwa 61 Kilometer südwestlich von Saint-Brieuc ganz im Südwesten des Départements Côtes-d’Armor. 

## Bevölkerungsentwicklung

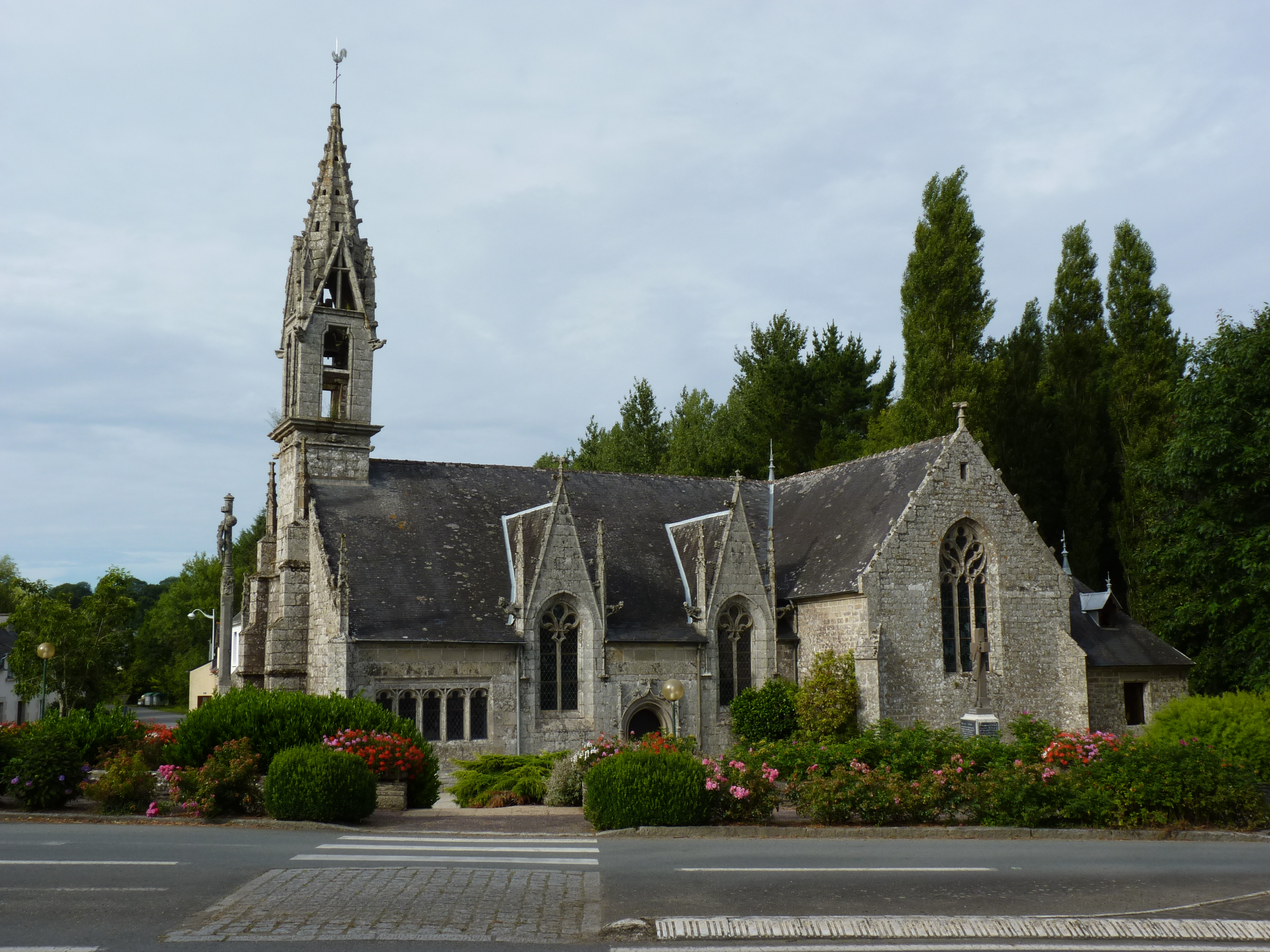
Kirche Saint-Juvénal in Le Moustoir

| Jahr                       | 1793 | 1800 | 1806 | 1821 | 1851 | 1872 | 1891 | 1906 | 1921 | 1962 | 1968 | 1975 | 1982 | 1990 | 1999 | 2006 | 2012 |
| Einwohner                  | 750  | 442  | 754  | 690  | 930  | 794  | 920  | 888  | 956  | 576  | 514  | 476  | 523  | 549  | 583  | 617  | 690  |
| Quellen: Cassini und INSEE |      |      |      |      |      |      |      |      |      |      |      |      |      |      |      |      |      |

## Baudenkmäler
Siehe: Liste der Monuments historiques in Le Moustoir